# Спукано гърне
„Спукано гърне“ е детско занимателно предаване, излъчвано по Канал 1 на БНТ от 1999 до 2006 г. Продуцент е Иван Ласкин.

## Рубрики
Предаването се състои от три части – „И баба знае“, в която актрисата Мирослава Гоговска показва как се майсторят различни изделия с подръчни материали. Втората част – „Пакости“ е обикновено редица скечове, в които малко дете крои номера на баба си (в ролята на бабата - Дони). Третата част – „Чудо голямо“ е с Ненчо Илчев, но този път той показва магии и фокуси. Предаването се излъчва всяка неделна сутрин от 10:30 ч. или 10:25 ч. от 1999 до 2002 г. в рубриката „Детски свят“, а после от 2002 до 2006 г. се излъчва всяка съботна сутрин от 9:30, 9:20 или 9:00 ч. по Канал 1. Повторенията са излъчвани по сателитния канал „ТВ България“.

## Музика
В предаването се използват две песни на Aphex Twin – Fingerbib и Logan-Rock Witch, както и една песен на Caustic Window (друг прякор на същия музикант) – Pigeon Street в интрото.

## Екип
| Водещи                  | Мирослава Гоговска Ненчо Илчев                                  |
| Актьори                 | Александър Дойнов Добрин Векилов Мирослава Гоговска Ненчо Илчев |
| Продуценти и сценаристи | Иван Ласкин Силвия Илкова                                       |
| Художници               | Силвия Илкова Юлиан Меса                                        |
| Оператор                | Борис Сотиров                                                   |
| Режисьор                | Иван Ласкин                                                     |
| Режисьор по монтажа     | Благой Димитров                                                 |
| Организатори            | Ивайло Николов Боряна Печенкова                                 |